# Pilar (Bataan)
Pilar é um município de  terceira classe de renda municipal (d) na província Bataan, nas Filipinas. De acordo com o censo de 1 de maio  de  2020 possui uma população de 46 239 pessoas e 10 651 domicílios.